# Cratere Pegasus
Pegasus è un cratere sulla superficie di Bennu.
Il cratere è dedicato a Pegaso, cavallo alato della mitologia greca.